# إرلينغ فلك
إرلينغ فلك (بالنرويجية البوكمول: Erling Falk)‏ هو نقابي ومترجم نرويجي، ولد في 12 أغسطس 1887، وتوفي في 31 يوليو 1940.